# Вулиця Юрія Федьковича (Тернопіль)
Вулиця Юрія Федьковича — вулиця в центральній частині міста Тернополя. Названа на честь українського письменника-романтика Юрія Федьковича. 

## Відомості
Розпочинається в дворі технічного університету, пролягає на південь до вулиці Миколи Пирогова, де і закінчується.

## Освіта
- Господарська частина ТНТУ (Юрія Федьковича, 2)
- Корпус №3 ТНТУ (Юрія Федьковича, 9)

## Медицина
- Педіатричне відділення №1 ТМДКЛ (Юрія Федьковича, 16)
- Центр соціальної реабілітації дітей-інвалідів (Юрія Федьковича, 16)
- Аптека №122 (Юрія Федьковича, 16)

## Установи
- Пластова домівка (Юрія Федьковича, 11)
- Тернопільський обласний центр контролю та профілактики хвороб Міністерства охорони здоров’я України (Юрія Федьковича, 13)
- Гуртожик ТОВ «Ілла» (Юрія Федьковича, 14)

## Транспорт
Рух вулицею — двосторонній, дорожнє покриття — асфальт. Громадський транспорт по вулиці не курсує, найближча зупинка знаходиться на вулиці Миколи Пирогова.